# Borgen Hardegg
Borgen Hardegg är en medeltida borg i staden Hardegg i det österrikiska förbundslandet Niederösterreich. 

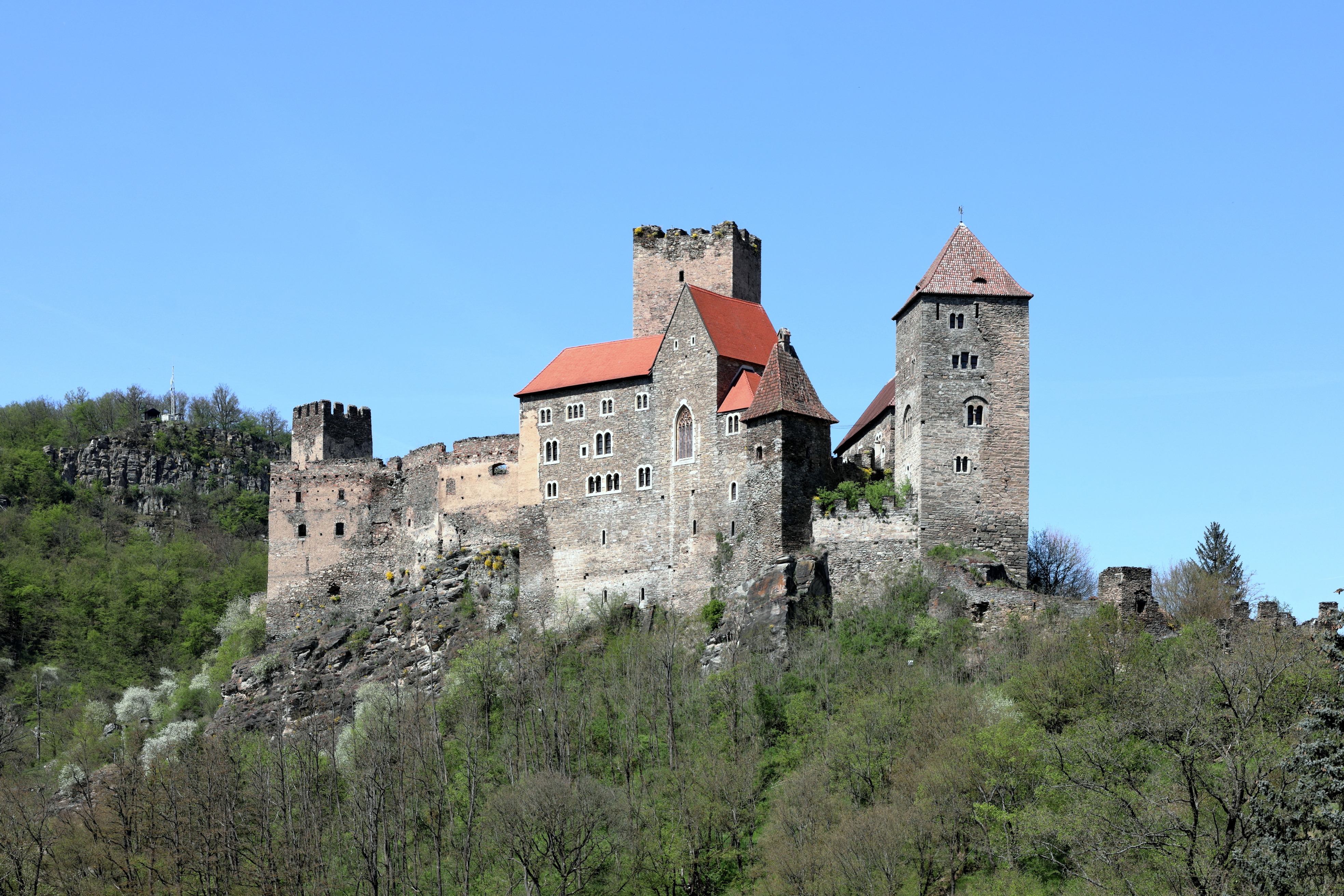
Borgen Hardegg

1145 omnämndes Hardegg för första gången. Vid den tiden fanns det redan en liten försvarsanläggning på orten vid gränsen mellan Österrike och Böhmen. Under 1300-talet byggdes Hardegg ut till en av de största borgarna i Niederösterreich. Men efter att Habsburgarna även hade fått Böhmen 1526 förlorade borgen sin strategiska betydelse. Mot slutet av seklet flyttades även grevskapets förvaltning till slottet Riegersburg och den gamla fästningen förföll. Jordras och ett jordskalv 1755 bidrog till förfallet och efter stadsbranden 1764 användes borgen som stenbrott för återuppbyggnaden av staden.  
På 1800-talet återupptäcktes borgen av grevskapets länsherre furste Khevenhüller-Metsch som lät renovera borgen. Den skulle hysa släktens familjegrav och bli ett museum över kejsar Maximilian av Mexiko, i vars tjänst fursten hade stridit i Mexiko. Återuppbyggnaden i romantisk-historistisk stil skedde mellan 1877 och 1905 och leddes av Carl Gangolf Kayser, kejsar Maximilans arkitekt. 
Två tredjedelar av borgen byggdes upp igen, en tredjedel är fortfarande ruin. 
Borgen kan besökas. Borgen inhyser ett museum över kejsar Maximilian av Mexico.